# Гамбург
Га́мбург (нем. Hamburg МФА: [ˈhambʊɐ̯k]о файле, местн. [ˈhambʊɪç], н.-нем. Hamborg [ˈhambɔːx]) — город на севере Германии. Во́льный и ганзе́йский город Га́мбург (нем. Freie und Hansestadt Hamburg) является одной из земель (до 1918 года был одним из штатов) Германии. Это второй по величине город в стране (после Берлина), шестой по величине в Европейском союзе и самый населённый нестоличный его город. По оценке на 31 декабря 2014 года население города составило 1 803 752 человека.
Гамбург — один из крупнейших портовых городов в Европе, расположенный у места впадения реки Эльбы в Северное море.
Латинским названием города, используемым, например, в его гимне, является лат. Hammonia. Девиз города, начертанный над порталом городской ратуши, гласит: «Libertatem quam peperere maiores digne studeat servare posteritas»; принятый стихотворный перевод этой фразы на немецкий язык звучит, как «Die Freiheit, die erwarben die Alten, möge die Nachwelt würdig erhalten» (с нем. — «Свободу, что добились для нас наши предки, достойно пусть с честью хранят потомки»). На гербе и флаге Гамбурга изображены ворота городской крепости, и Гамбург часто называют за это «воротами в мир» (нем. Tor zur Welt). Кроме того, у Гамбурга есть свой гимн, сочинённый в 1828 году, когда он был независимым городом-государством.
В честь Гамбурга названы астероиды (449) Гамбурга (открыт в 1899 году) и (723) Гаммония (открыт в 1911 году), а также вид сэндвича — гамбургер. Кроме того, известны выражения «гамбургский счёт», «по гамбургскому счёту».

## География
Гамбург расположен в Северной Германии по обоим берегам реки Эльба в месте впадения в неё рек Альстер и Билле, примерно на расстоянии 110 км к юго-востоку от того места, где Эльба впадает в Северное море. Природная морская гавань простирается на всём протяжении Эльбы, особенно вдоль южного берега Эльбы напротив городских кварталов Санкт-Паули и Альтона. Городские кварталы по обе стороны реки соединены множеством мостов, а также старым и новым туннелями под Эльбой. Природный ландшафт к югу и северу от Эльбы называется геестой и представляет собой всхолмлённую низменность из песчаных и осадочных пород, образованную сошедшим во время ледникового периода ледником.
Федеральная земля Гамбург расположена между землями Шлезвиг-Гольштейн на севере и Нижней Саксонией на юге.

### Климат
| Показатель                       | Янв.  | Фев.  | Март | Апр. | Май  | Июнь | Июль | Авг. | Сен. | Окт. | Нояб. | Дек. | Год   |
| -------------------------------- | ----- | ----- | ---- | ---- | ---- | ---- | ---- | ---- | ---- | ---- | ----- | ---- | ----- |
| Абсолютный максимум, °C          | 13,5  | 14,0  | 22,1 | 27,0 | 32,1 | 31,9 | 36,4 | 35,5 | 31,4 | 27,1 | 19,7  | 14,2 | 36,4  |
| Средний суточный максимум, °C    | 3,1   | 4,1   | 8,7  | 14,4 | 18,3 | 20,8 | 23,7 | 22,8 | 19,2 | 13,8 | 8,4   | 5,1  | 13,5  |
| Средняя температура, °C          | 2,0   | 2,5   | 5,1  | 9,6  | 13,4 | 16,0 | 18,8 | 18,1 | 15,0 | 10,6 | 6,3   | 4,2  | 9,9   |
| Средний суточный минимум, °C     | −0,4  | −0,5  | 1,4  | 4,8  | 8,5  | 11,2 | 13,9 | 13,4 | 10,8 | 7,4  | 4,2   | 1,6  | 6,4   |
| Абсолютный минимум, °C           | −16,5 | −17,7 | −14  | −6,8 | −2,6 | 2,2  | 7,6  | 3,8  | 1,8  | −5   | −9,3  | −14  | −17,7 |
| Среднее число дней с осадками    | 17,6  | 15,4  | 11,9 | 11,7 | 14,6 | 15,5 | 15,5 | 16,7 | 14,1 | 16,3 | 16,0  | 21,6 | 186,9 |
| Норма осадков, мм                | 59    | 44    | 41   | 35   | 63   | 68   | 72   | 64   | 56   | 55   | 62    | 76   | 694   |
| Среднее число дней с заморозками | 14,4  | 14,0  | 9,9  | 3,0  | 0,7  | 0,0  | 0,0  | 0,0  | 0,0  | 1,0  | 4,6   | 9,4  | 57,1  |
| Источник: Погода и Климат        |       |       |      |      |      |      |      |      |      |      |       |      |       |

## Символика
Первое изображение герба города встречается уже в XII веке на старой гамбургской печати: городская стена с зубцами как символ мощи и независимости города, над стеной — три башни. На средней башне — крест, ведь Гамбург был епископским городом. Над двумя крайними парят шестиугольные звёзды Девы Марии. Много веков именно она была небесной защитницей города, и её изображение было укреплено над каждыми воротами, которые вели в город. Ворота же на гербе изображались то открытыми, то закрытыми, и какого-то особенного значения это не имело. До XVIII века стена и башни были красного цвета, а фон — белым. Но в 1752 году сенат изменил цветовое решение — белые башни на красном фоне. Это так называемый малый герб Гамбурга. Он же украшает и городской флаг. Сенат утвердил его вид в 1834 году — прямоугольное полотнище красного цвета с белым изображением городской стены с воротами и тремя башнями. Использование герба и флага определяется законом и разрешено только государственным организациям.
У Гамбурга есть ещё и большой государственный герб. Он украшен грозными львами и другими геральдическими атрибутами — и существует с XVI века. Этот герб изображён и на государственном флаге Гамбурга, который был специально создан к торжествам по случаю открытия новой ратуши в 1897 году. Использовать большой герб могут только сенат и парламент города, а государственный флаг — только сенат.
Морской герб и морской флаг Гамбурга встречаются на зданиях, где расположены государственные организации, связанные с мореплаванием, и на судах, принадлежащих городу. Герб с городской стеной украшает ещё и якорь, а появился этот герб в 1642 году.
Шагая в ногу со временем, Гамбург в 1999 году обзавёлся и собственным фирменным знаком — лого (автор — Петер Шмидт). На нём городские ворота изображают открытыми, подчёркивая открытость Гамбурга для всего мира, а синяя волна символизирует порт, морские традиции и динамичность развития города.

### Гимн
У Гамбурга есть свой гимн, им стала песня, восхваляющая город и сочинённая Георгом Николаусом Берманом в 1828 году, когда Гамбург был независимым городом-государством. Этот поэт написал много песен на нижненемецком языке, слыл большим знатоком истории Гамбурга. Песня в честь Гамбурга прозвучала впервые в финале его пьесы «Гражданская верность», поставленной по случаю 300-летия Реформации.
В гамбургском районе Эймсбюттель есть улица Метфессельштрассе. Она названа в честь композитора Альфреда Метфесселя (1789—1865), который в 1823—1832 годах жил и работал в Гамбурге. Метфессель — автор опер, популярных в то время песенных композиций, оратории «Освобождённый Иерусалим». В 1824 году композитор основал хоровое общество Hamburger Liedertafel — один из первых певческих союзов в Германии. 19 апреля 1828 года в исполнении этого хора и состоялась премьера гимна Гамбурга.
Первоначальная песня, написанная Берманом, состояла из 7 строф. Для хорового исполнения этот текст был и слишком длинным, и слишком сложным. В 1890 году было принято более короткое изложение гимна — из четырёх строф. Этот вариант очень быстро стал популярным, и исполняется и в наше время. А заключительные слова бермановских строф стали припевом, в котором восхваляется Hammonia. Так с XVII века называют на латыни и сам город Гамбург, и его небесную покровительницу — богиню Гаммонию, сменившую Деву Марию. Исполняется гимн во время торжеств, проводимых в Гамбургской ратуше.

## История

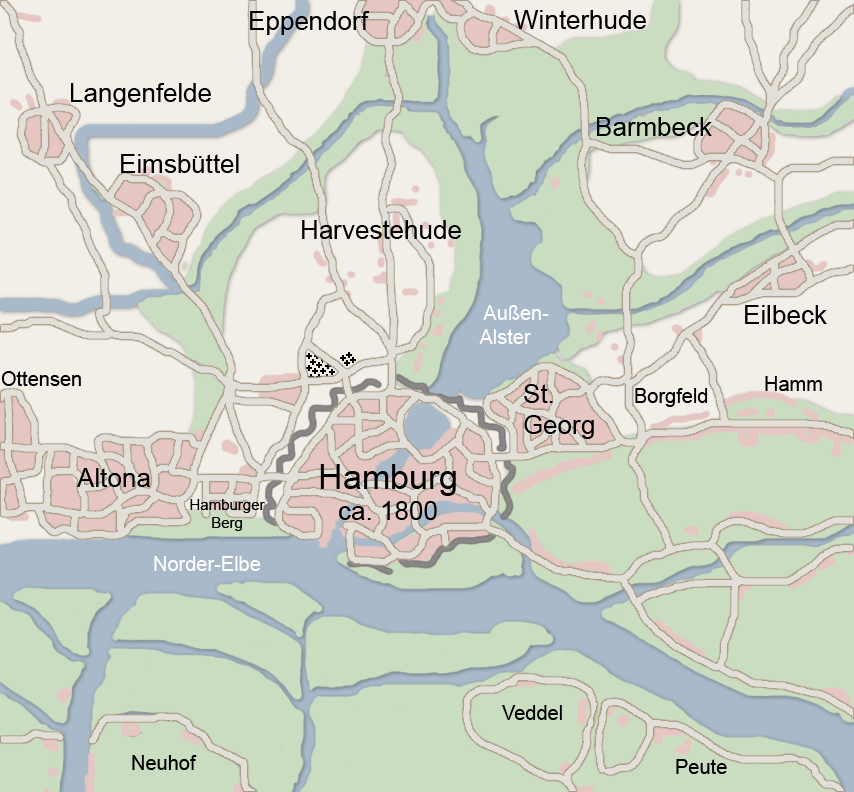
Карта Гамбурга 1800 года

Остатки первых построек на территории современного Гамбурга датируются археологами V—VI веками нашей эры и относятся к эпохе Великого переселения народов. Старейшие из найденных на сегодня следов жилищ племени северно-альбингских саксов находятся в районе впадения реки Альстер в Эльбу (совр. центр города) и датируются IV веком н. э.
Поселение, которое дало начало городу Гамбург, предположительно возникло в устье Альстера в VIII веке.
В 834 году здесь была образована резиденция архиепископа, неоднократно подвергавшаяся осадам и опустошению со стороны славян, датчан и норманнов. К этому же году относится первое письменное упоминание названия поселения — Хаммабург. Современное название происходит от старосаксонского названия бург — крепость; происхождение и значение слова «хам» долгое время оставалось неясным. Однако, согласно современным данным, часть хам- обозначала влажную низину или залив.
В XII веке, в связи со стремительным развитием торговли на севере Европы, существенно возросло значение реки Эльбы как важной транспортной артерии.
7 мая 1189 года император Фридрих I Барбаросса предоставляет Гамбургу значительные торговые привилегии, в том числе позволив городу собирать таможенные пошлины с товаров, перевозимых по Эльбе. Это обстоятельство сыграло большую роль в развитии гамбургского порта, и сейчас этот день празднуется в Гамбурге как «день рождения порта» (нем. Hafengeburtstag).

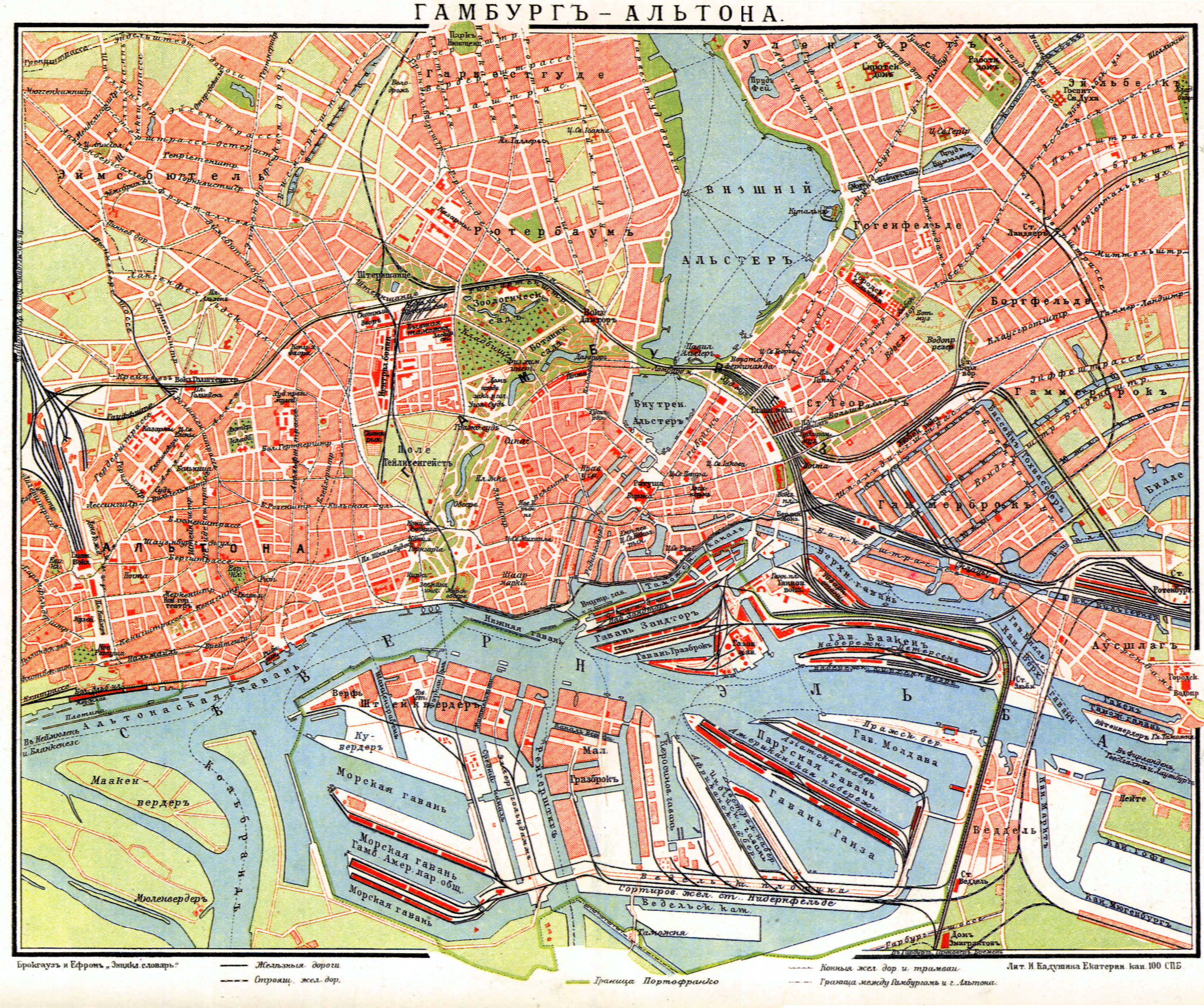
Карта Гамбурга (конец XIX века)

Одним из первых Гамбург вошёл в созданный в Средние века в Северной Европе Ганзейский союз и стал важнейшим портом на Северном море. Город служил перевалочным пунктом в перевозке зерна, тканей, мехов, сельди, пряностей, леса и металлов. В 1510 году Гамбург получает статус «вольного имперского города» (нем. Freie Reichsstadt), что по сути предоставляло ему независимость от императорской власти и право на самоуправление.
Дальнейший рост Гамбурга связан с открытием Америки и морских путей в Азию. С 1550 года он становится одним из важнейших портов по доставке товаров в страны Европы.
В XVIII веке Гамбург во внешней торговле испытал сильнейшую конкуренцию со стороны г. Альтона, принадлежащего датской короне и расположенного прямо по соседству — на берегу Эльбы вблизи западной городской черты Гамбурга, а также всячески поощряемого к соперничеству с Гамбургом датским королём.
Суверенитет города был нарушен в 1806 году, когда после вторжения наполеоновских войск, он был присоединён к Французской империи, став административным центром департамента Устье Эльбы. Оккупация французскими войсками продлилась до 1814 года, после чего независимость города была восстановлена.
Гамбург был независимым городом-государством[когда?].

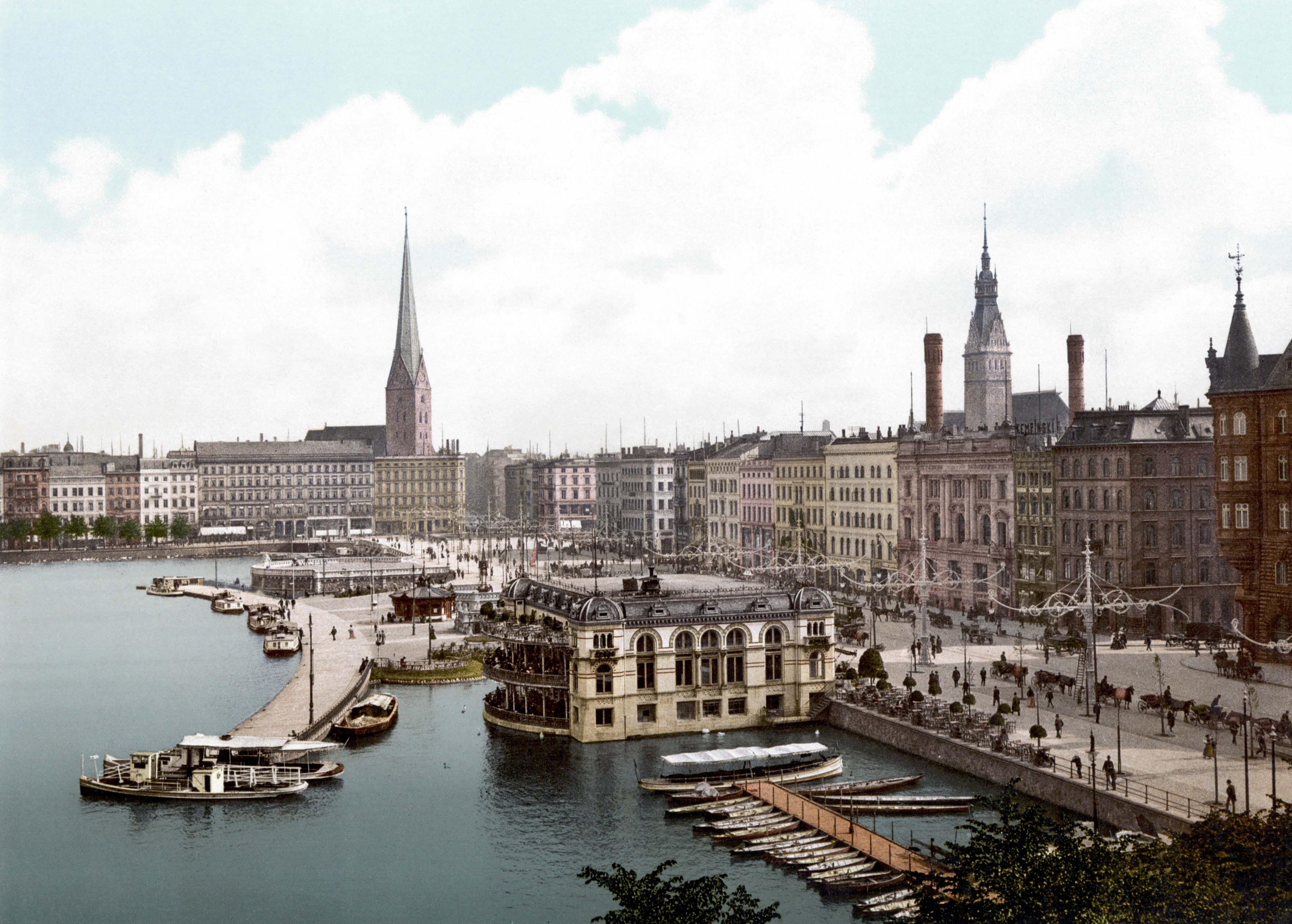
Гамбург на почтовой открытке (1895)

После объединения Германии в 1871 году город стал её главными «морскими воротами в мир». Через порт проходит примерно половина германского экспорта и импорта. Гамбург стал одним из важнейших промышленных центров Германии. Открытие в 1895 году Кильского канала дополнительно повысило привлекательность Гамбургского порта, поскольку канал стал обеспечивать прямую связь с Балтийским морем.
Вплоть до середины XIX века Гамбург оставался в пределах своих средневековых границ. Начиная с 1860 года в связи с бурным развитием промышленности в состав города стали постепенно включаться близлежащие населённые пункты.
К 1900 году население города превысило миллион жителей.
В 1923 году в Гамбурге произошло восстание коммунистов, возглавляемое Эрнстом Тельманом.
В 1937 году был принят «закон о Большом Гамбурге», определивший новые границы города. К Гамбургу были присоединены: крупнейший город провинции Шлезвиг-Гольштейн — Альтона, город Бергедорф и другие населённые пункты и территории.
В период Второй мировой войны город неоднократно подвергался авианалётам англо-американской авиации. Во время проведения операции «Гоморра» с 25 июля по 3 августа 1943 года от бомбардировок и вызванного ими гигантского пожара погибло более 50 тысяч жителей и была разрушена большая часть городских зданий.

## Политика
- Законодательный орган — Гамбургский бюргершафт (нем. Hamburgische Bürgerschaft), избираемый населением,
- исполнительный орган — Сенат Вольного и Ганзейского города Гамбурга (Senat der Freien und Hansestadt Hamburg), состоящий из:
  - Первого бургомистра (Erster Bürgermeister) и
  - гамбургских сенаторов,
- орган конституционного надзора — Гамбургский конституционный суд (Hamburgisches Verfassungsgericht),
- высшая судебная инстанция — Ганзейский Высший земельный суд (Hanseatisches Oberlandesgericht),
- высшая судебная инстанция административной юстиции — Гамбургский Высший административный суд (Hamburgisches Oberverwaltungsgericht).

| Партия         | Голоса  | Процент голосов | Места | Процент мест |
| -------------- | ------- | --------------- | ----- | ------------ |
| СДПГ           | 331 067 | 48,6 %          | 60    | 50,28 %      |
| ХДС            | 265 516 | 21,9 %          | 40    | 22,19 %      |
| Партия зелёных | 74 472  | 11,2 %          | 13    | 9,92 %       |
| СвДП           | 50 132  | 6,6 %           | 8     | 6,7 %        |
| Левые          | 50 132  | 6,4 %           | 8     | 6,61 %       |

## Административное деление

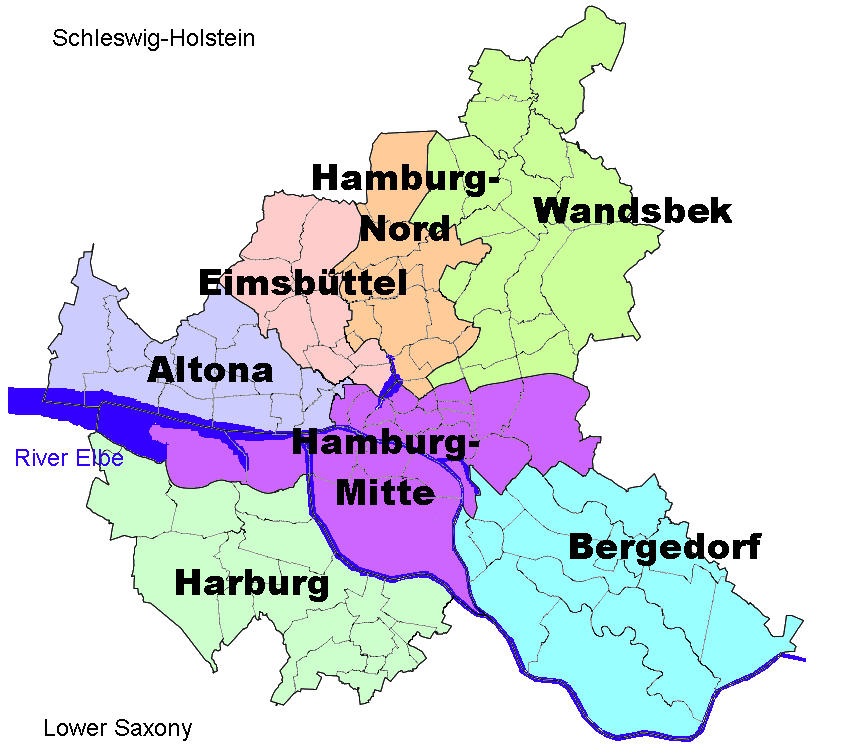
Административное деление Гамбурга

Гамбург — федеральная земля в Германии.
Гамбург состоит из 7 районов и разделён на 105 кварталов.
По оценке на 31 декабря 2014 года:
| Район         | Население (чел.) | Площадь (км²) | Плотность (чел./км²) |
| ------------- | ---------------- | ------------- | -------------------- |
| Гамбург-Центр | 301 550          | 107,1         | 2733                 |
| Альтона       | 261 213          | 78,3          | 3348                 |
| Аймсбюттель   | 258 865          | 50,1          | 5090                 |
| Гамбург-Север | 302 242          | 57,8          | 5095                 |
| Вандсбек      | 455 131          | 147,5         | 2845                 |
| Бергедорф     | 129 111          | 154,8         | 796                  |
| Харбург       | 174 369          | 161,0         | 972                  |

Представительные органы районов — районные собрания (Bezirksversammlung), избираемые населением, исполнительные органы — районные управления (Bezirksamt), избираемые районными собраниями.

## Религия
Большинство верующих — лютеране, крупнейшая лютеранская деноминация — Евангелическо-Лютеранская Церковь в Северной Германии (Evangelisch-Lutherische Kirche in Norddeutschland).
В городе множество церквей: в Гамбург-Центре расположены так называемые пять главных (лютеранских) церквей: Церковь Святой Екатерины, Церковь Святого Петра, Церковь Святого Николая, Церковь Святого Якоба и другие. Также в Гамбурге стоит украинская грекокатолическая Церковь Всех Святых, католический Собор Святой Марии, православная Церковь святого праведного Иоанна Кронштадтского, евангелическая Церковь Святого Михаила, Церковь Эдит Штайн и другие.
Помимо этого, в Гамбурге находится Центральная мечеть, Исламский центр. Помимо всего Гамбург был и остаётся городом с давней иудейской общиной, сегодня в городе много разных общин, основная ортодоксальная община и Хабад Любавич, а также синагога.

## Население

Демографическая пирамида Гамбурга в 2022

Численность населения города по данным на 31 декабря 2011 года (с учётом итогов переписи 2011) составила 1 718 187 жителей (причём ранее на ту же дату оценивалась в 1 798 836 жителей).
По данным на 1970 год в городе проживало 1 793 640 человек, на 1980 год — 1 645 095 человек, на 1990 год —  1 652 363 человека, на 31 декабря 2000 года — 1 715 392 человека.
Своего пика численность населения (1,9 миллиона жителей) Гамбурга достигла в 1964 году. Отток населения привёл к снижению численности населения до 1,6 миллиона жителей в 1986 году. К 31 декабря 2010 года численность населения выросла до 1 786 448 человек. До итогов переписи населения 2011 года планировался дальнейший рост численности населения города на ближайшие 10 лет, приблизительно до 1,79 миллиона жителей.
К концу 2007 года 257 825 жителей имели только иностранное гражданство, что составляло 15 % от всей численности населения. Представлены 183 различных гражданства. Пятая часть всех иностранцев (57 220 человек) имела исключительно турецкое гражданство, 8 % (21 455 человек) были гражданами Польши, 6 % (15 666 человек) — сербы и черногорцы, 5 % (12 694 человека) — граждане Афганистана. Больше четверти всех зарегистрированных в Гамбурге иностранцев составляют граждане Евросоюза.
| 0950       | 1430       | 1840       | 1867       | 1871       | 1880       | 1890       | 1900       | 1903       |
| ---------- | ---------- | ---------- | ---------- | ---------- | ---------- | ---------- | ---------- | ---------- |
| 500        | ↗16 000    | ↗136 956   | ↗271 000   | ↗302 000   | ↗412 000   | ↗573 000   | ↗705 738   | ↗743 860   |
| 1910       | 1920       | 1930       | 1940       | 1950       | 1961       | 1970       | 1975       | 1980       |
| ↗931 035   | ↗1 026 989 | ↗1 145 124 | ↗1 725 500 | ↘1 605 606 | ↗1 832 346 | ↘1 793 823 | ↘1 717 383 | ↘1 645 095 |
| 1987       | 1990       | 1995       | 2000       | 2001       | 2011       | 2013       | 2014       | 2014       |
| ↘1 592 770 | ↗1 652 363 | ↗1 707 901 | ↗1 715 392 | ↗1 726 363 | ↘1 706 696 | ↗1 746 342 | ↗1 758 041 | ↗1 803 752 |
| 2015       | 2016       | 2017       | 2018       | 2019       | 2021       | 2021       | 2022       | 2023       |
| ↘1 787 408 | ↗1 810 438 | ↗1 830 584 | ↗1 841 179 | →1 841 179 | ↗1 852 478 | ↗1 853 935 | ↗1 892 122 | ↗1 910 160 |

## Экономика и промышленность
Гамбург — крупнейший порт в Германии, второй по величине в Европе, а в мире занимает девятое место. С 1623 по 1811 год контролировался адмиралтейством, позже же им стала руководить портовая депутация. Самая крупная верфь — Blohm und Voss. Гамбург является важным местом гражданской аэрокосмической промышленности, в нём расположен сборочный завод Airbus, на котором работает более 13 тысяч человек. Наиболее развитые отрасли — машиностроение, лёгкая и полиграфическая. В Гамбурге расположены главные офисы фирм Tchibo и Beiersdorf (принадлежит холдинга Maxingvest AG), а также несколько крупных представительств транснациональных корпораций, в том числе Upfield, Kellogg’s, Marco Polo, Colgate-Palmolive, Unilever, Warner Brothers. В городе находится крупный пивоваренный завод по производству пива марки «Холстен». Также в городе расположены издательства «Шпигель» и «Штерн» и штаб-квартира крупнейшего в Европе концерна посылочной торговли Otto.

## Логистика и транспорт

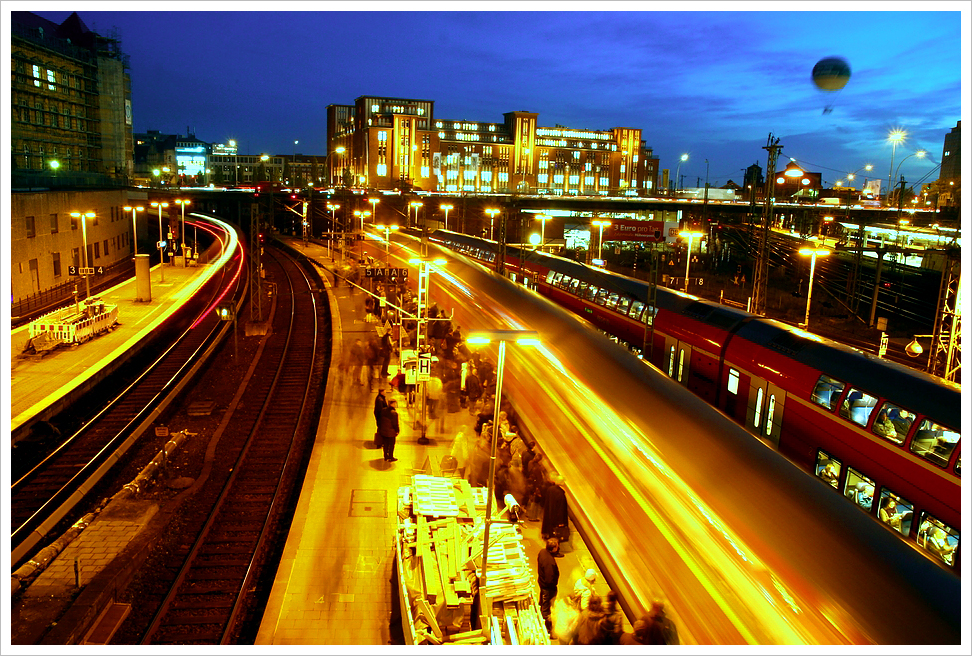
Пути главного железнодорожного вокзала

Гамбург является крупным транспортным узлом (железные и шоссейные дороги), а также морским и речным (река Эльба) портом. Морской порт является крупнейшим в Германии и вторым по размеру в Европе после Роттердама. Промышленный район порта включает в себя верфи, нефтеперерабатывающие предприятия и фабрики по обработке зарубежного сырья.

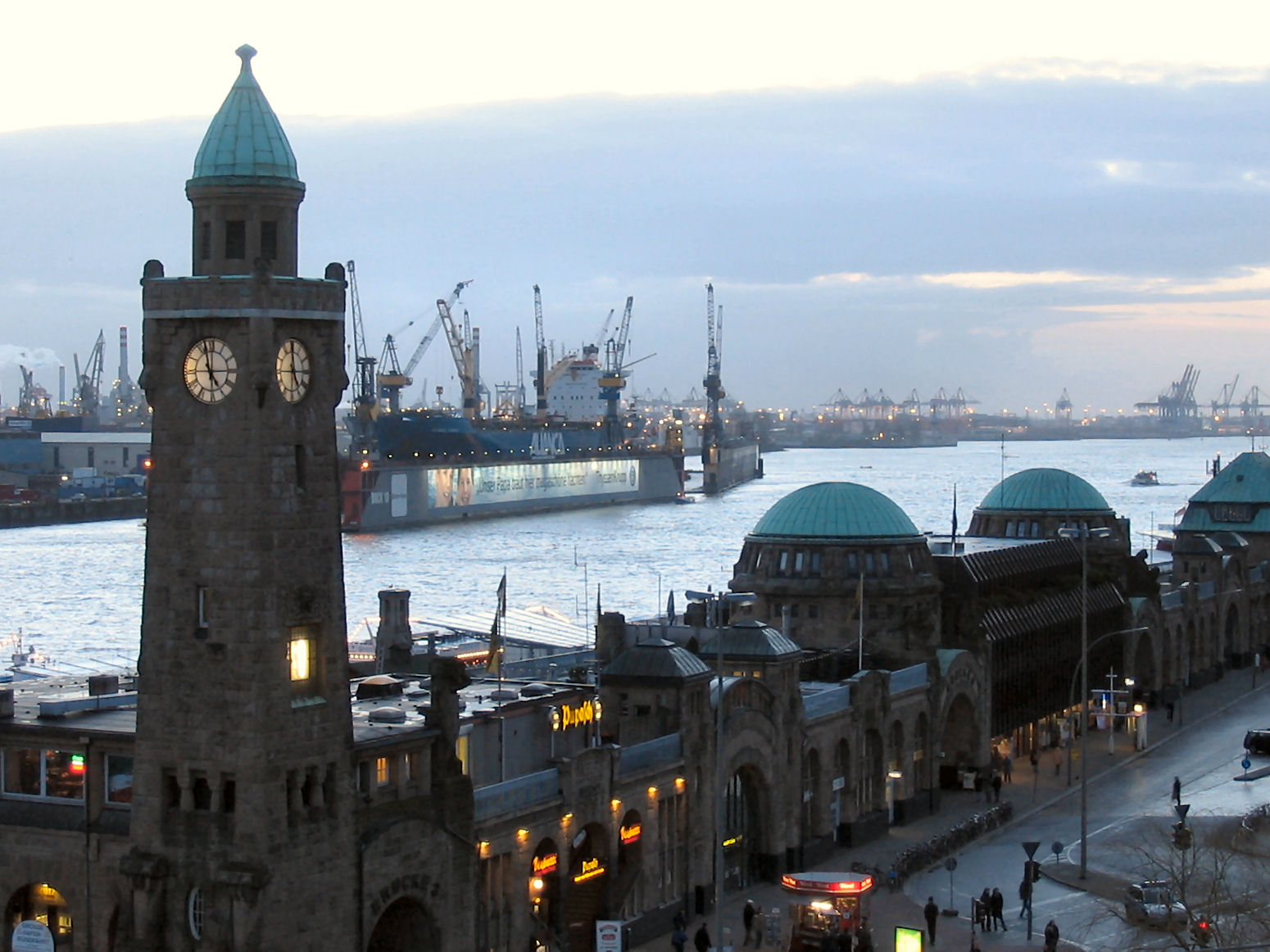
Морской порт Гамбурга.

Система общественного транспорта Гамбурга включает в себя метро (нем. U-Bahn), городскую железную дорогу (нем. S-Bahn) и (нем. A-Bahn), маршрутные речные паромы, пригородные поезда и автобусы. Весь городской транспорт находится в ведении Гамбургского транспортного союза (нем. Hamburger Verkehrsverbund, HVV). Стоимость проезда определяется по зонам. Существует гибкая система тарифов, предусматривающая возможность покупки единых билетов на разные виды транспорта, на разный срок, индивидуально или на группу. Специально для туристов существует также льготная карта «Hamburg CARD», которая помимо права проезда на всех видах транспорта позволяет бесплатно или со скидкой посетить 27 музеев города, принять участие в экскурсиях по городу, водных прогулках и пр.
В Гамбурге располагалась одна из железнодорожных дирекций Deutsche Bundesbahn.
Основной аэропорт Фюльсбюттель находится в 8,5 км от центра города, на юго-западе Гамбурга располагается аэропорт Гамбург-Финкенвердер, база Airbus в Германии.
Историческим символом инженерно-строительного искусства Германии признан автомобильно-пешеходный тоннель под Эльбой 1911 года, функционирующий по настоящее время.

## Культура и достопримечательности

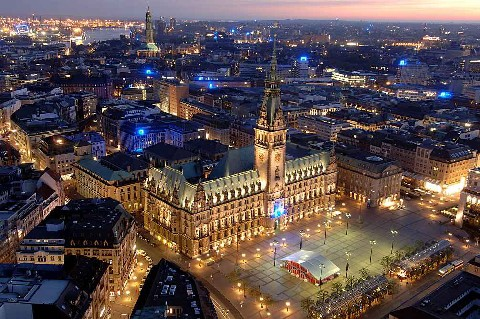
Ратуша и центр города

Несмотря на разрушения 1940-х гг., город сохранил отдельные черты средневековой застройки. Центр города, расположенный при впадении реки Альстер в Эльбу, делится на районы Альтштадт («Старый город») и Нёйштадт («Новый город»). Среди главных достопримечательностей: неоренессансная Гамбургская ратуша (1886—1887) на Ратушной площади, в которой располагается городская мэрия и сенат; дома XVII—XVIII веков на улицах Раймерствите, Кремон, Дайхштрассе (в том числе , 1676); выполненные в стиле кирпичной готики церкви Св. Екатерины (рубеж XIV и XV вв.) с барочной башней, Св. Петра (1310-е гг.), Св. Якова (рубеж XIV и XV вв.); барочная церковь Святого Михаила (XVIII век) со 132-метровой башней, неоготическая церковь Святого Николая (в руинах) со 150-метровой башней, памятник Бисмарку на Хельголандер-Аллее (1906), модернистские дома «Чилихаус» и «Шпринкенхоф», оперный театр. В Гамбурге проводится Российско-немецкий кинофорум.
Центром ночной жизни Гамбурга является улица Репербан. Именно в клубах Репербана «The Beatles», ставшие позже известными на весь мир, начинали свою карьеру. В одном из кабаре, в боковой улочке, примыкающей к Репербану, находится музей «ливерпульской четвёрки».

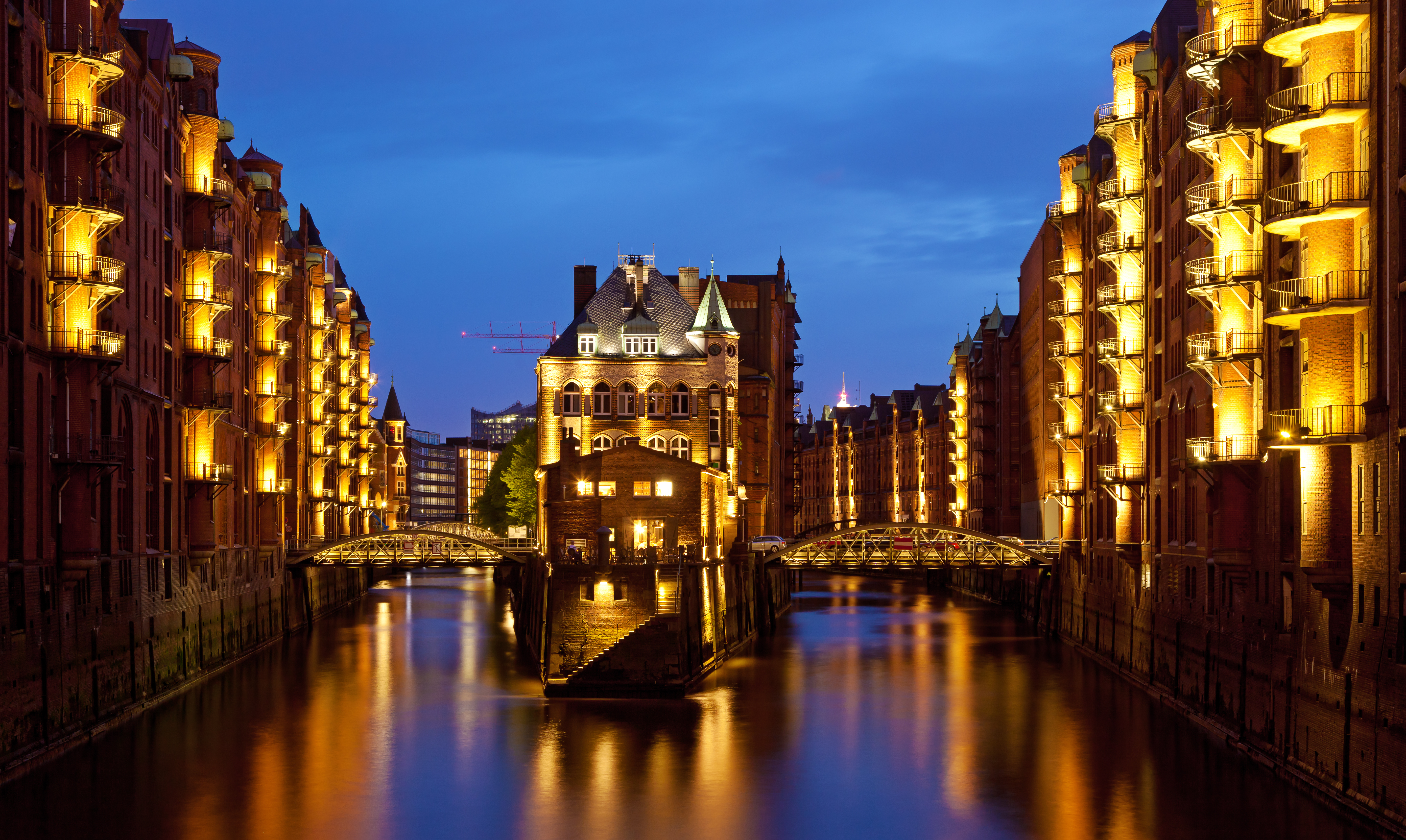
Шпайхерштадт вечером

В список Всемирного наследия ЮНЕСКО включён Шпайхерштадт, крупнейший в мире складской район в гавани Гамбурга, в котором все здания возведены на деревянных фундаментах глубокого заложения. На территории Шпайхерштадта расположено несколько музеев, в том числе Миниатюрная страна чудес.

### Музеи

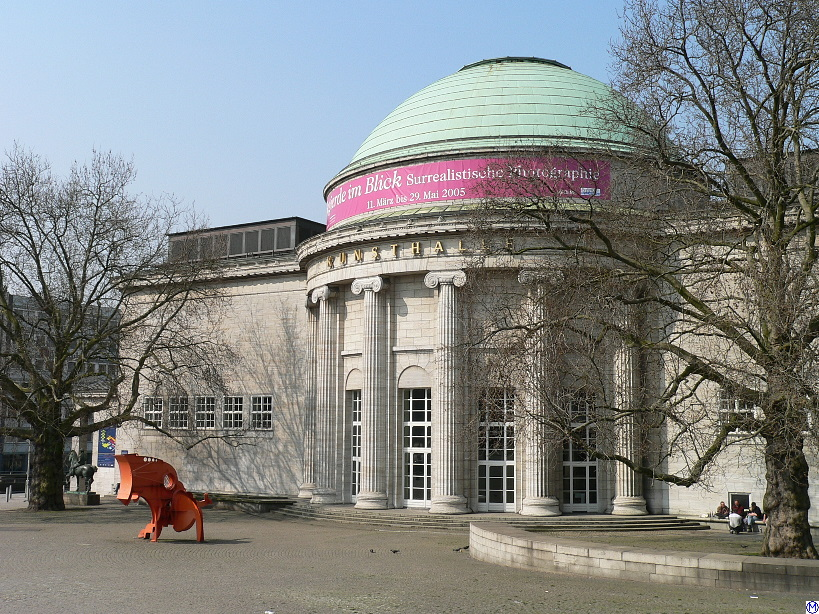
Кунстхалле

В Гамбурге располагается около 60 музеев. Один из самых известных городских музеев — Гамбургский Кунстхалле, расположенный к северо-западу от центрального вокзала. В музее представлены произведения искусства XV—XX веков, особенно выделяются коллекции немецких романтиков и экспрессионистов.
После реконструкции в здании Старого рынка размещается музей Дайхторхаллен, в котором представлены произведения современного искусства. Экспозиционная площадь музея составляет 6 000 м², здесь часто проходят временные выставки. В районе Альтона расположен Альтонский музей Северной Германии, экспозиции которого рассказывают об истории Северной Германии, о её искусстве, судостроении, этнографии.
Рядом с Альтонским музеем расположен музей Эрнста Барлаха, посвящённый скульптору и писателю-экспрессионисту Э. Барлаху, подвергшемуся гонениям со стороны нацистов. Здесь представлены деревянные и бронзовые скульптуры, графика и керамика. Гамбургский этнологический музей интересен экспонатами, представляющими культуры Южной Америки и Африки. Другой занятный музей Гамбурга — Художественный музей эротики, в котором представлены произведения на эротические темы за пять столетий. Об истории Гамбурга и федеральной земли от доисторических времён до наших дней, об истории порта и навигации рассказывает Музей истории Гамбурга.
В Гамбурге также расположен самый большой в мире железнодорожный макет «Миниатюрная страна чудес», суммарная протяжённость путей которого составляет около 13 километров. В районе HafenCity расположен международный морской музей Гамбурга.
В Гамбурге расположен один из старейших в мире планетариев.

### Театры

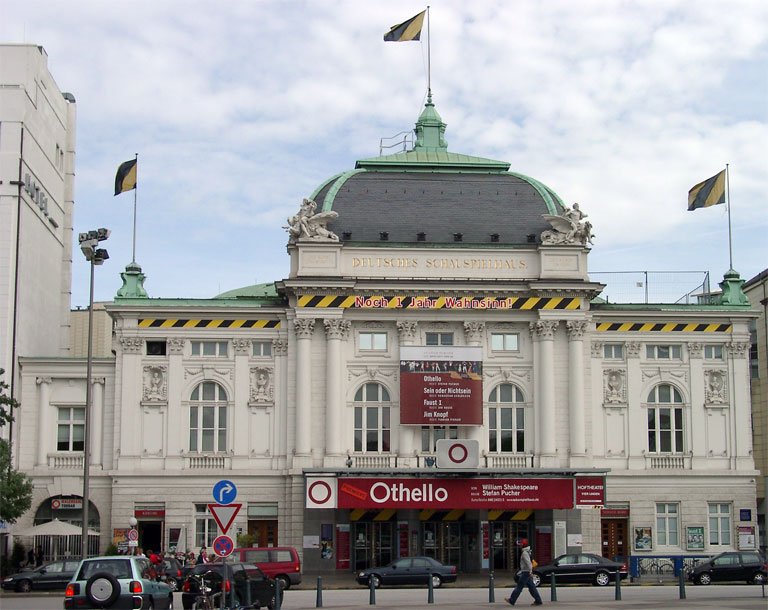
Немецкий национальный театр

В 1678 году в Гамбурге был основан первый в Германии постоянный оперный театр: здесь Георг Фридрих Гендель (1686—1759) поставил свою первую оперу «Альмира». Великим сыном города является композитор Иоганн Брамс (1833—1897). В 1767 году здесь был основан связанный с именем Лессинга Германский национальный театр, который завоевал ведущие позиции главным образом за счёт постановок произведений Шекспира. Фридрих Готлиб Клопшток (1724—1803) и Маттиас Клаудиус (1740—1815) слыли в Гамбурге «литературными кумирами». Новые, авангардистские импульсы, получившие международное звучание в развитии оперы, дал Рольф Либерман, а в развитии драматического театра — Густаф Грюндгенс. Незабвенным остаётся актёр в роли барона Мюнхаузена — Ханс Альберс (1891—1960). Город находится на третьем месте после Нью-Йорка и Лондона по количеству поставленных в городе мюзиклов. Специально для «Призрака оперы» Э. Л. Уэббера был построен театр «Новая Флора».
В Гамбурге работает более 40 театров и 50 музеев различной направленности. В январе 2017 года, после 10 лет строительства, в Гамбурге открылась Эльбская филармония.

### Сады и парки
Гамбург считается одним из самых зелёных городов Германии. В городе около 120 парков, в том числе и крупнейший в мире Ольсдорфское парк-кладбище (нем. Ohlsdorferfriedhof), небольшой парк Штерншанце (Sternschanze), парк Йенишпарк (Jenischpark). К северу от Старого города находится искусственное озеро Альстер (Alster), вокруг которого проложена семикилометровая «тропа здоровья».
В самом центре Гамбурга расположен ботанический сад Planten un Blomen, в котором каждый вечер с мая по октябрь проводятся представления с использованием фейерверков и фонтанов. В гамбургском зоопарке были впервые воссозданы естественные условия обитания животных.

## Спорт

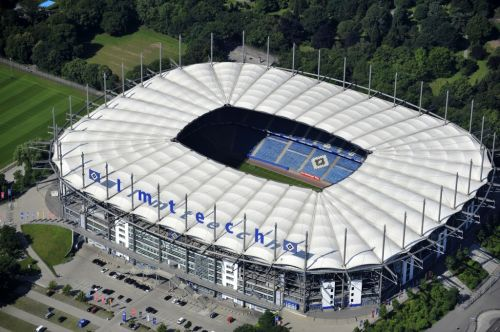
«Имтех Арена»

В городе базируются две футбольные команды. «ФК Гамбург» — один из старейших, популярных и титулованных немецких клубов, играющий во второй немецкой Бундеслиге. Команда проводит свои матчи на «Имтех Арене». «Санкт-Паули» — второй по значимости футбольный клуб в городе, больших достижений не достиг, играет в Бундеслиге на стадионе «Миллернтор». В Гамбурге очень популярен хоккей с шайбой. В городе располагается большое кол-во любительских и полупрофессиональных хоккейных клубов. Есть профессиональный хоккейный клуб «Гамбург Фризерс», который выступает в высшей хоккейной лиге Германии. Существует и профессиональный гандбольный клуб «ХСВ Гамбург», который выступает в третьей Бундеслиге (север). Гамбург часто называют не признанной столицей немецкого хоккея на траве.

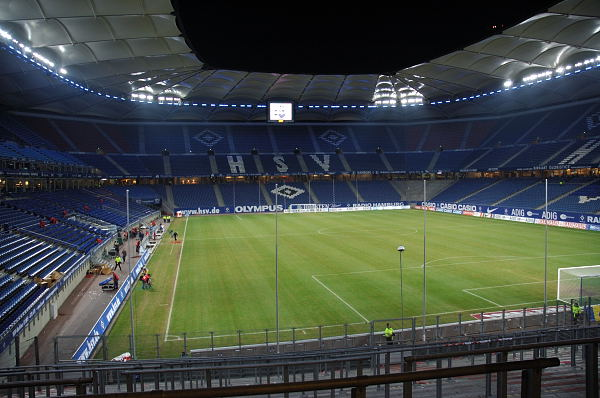
Внутри.

Немало известных мужских и женских клубов существуют в Гамбурге. Также популярен теннис, центральный корт Ам Ротенбаум вместимостью 13 200 чел., самый большой в Германии. Город принимал: Чемпионаты мира по футболу 1974, 2006, Чемпионат мира по гандболу среди мужчин 2007, Чемпионат мира по триатлону 2007, Финал Лиги Европы УЕФА 2010 года, чемпионат мира 2004, 2014 по гиревому спорту.

## Наука и образование

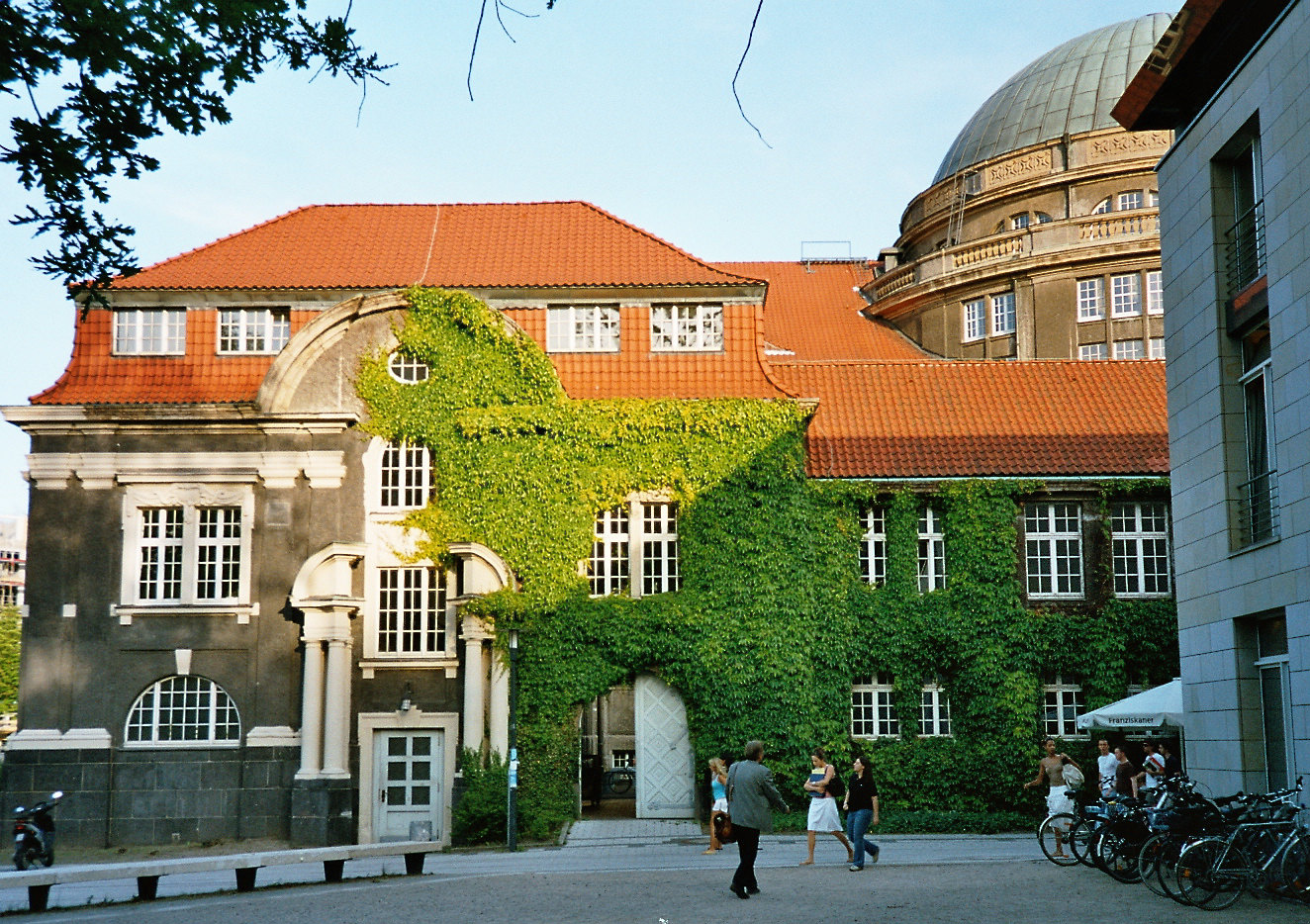
Гамбургский университет

Система школьного образования находится в ведении Министерства по делам школы и профессиональной подготовки. В 2006 году около 160 000 учащихся обучались в 245 начальных школах и 195 средних школах.
В Гамбурге находятся 17 университетов. Учатся около 70 000 студентов, в том числе 9 000 иностранцев. Шесть университетов являются государственными. Самыми крупными заведениями являются — Гамбургский университет (один из крупнейших в Германии и Европе, 38 тыс. учащихся — 2008/2009), Гамбургская высшая школа музыки и театра, университет прикладных наук и Гамбургский технический университет. В городе есть также небольшие частные колледжи и университеты, в том числе многие религиозные и специальные учреждения, такие как университет Гельмута Шмидта (Университет федеральных вооружённых сил Гамбурга) и др. На западе Гамбурга находится один из крупнейших в мире
исследовательских центров по физике частиц DESY.

## Известные уроженцы и жители
См. Категория: Персоналии: Гамбург.

## Города-побратимы (Partnerstädte — «города-партнёры»)
- Дрезден, Саксония
- Леон, Никарагуа
- Марсель, Франция
- Осака, Япония
- Прага, Чехия
- Санкт-Петербург, Россия
- Чикаго, США (1994)
- Шанхай, Китай

## Галерея

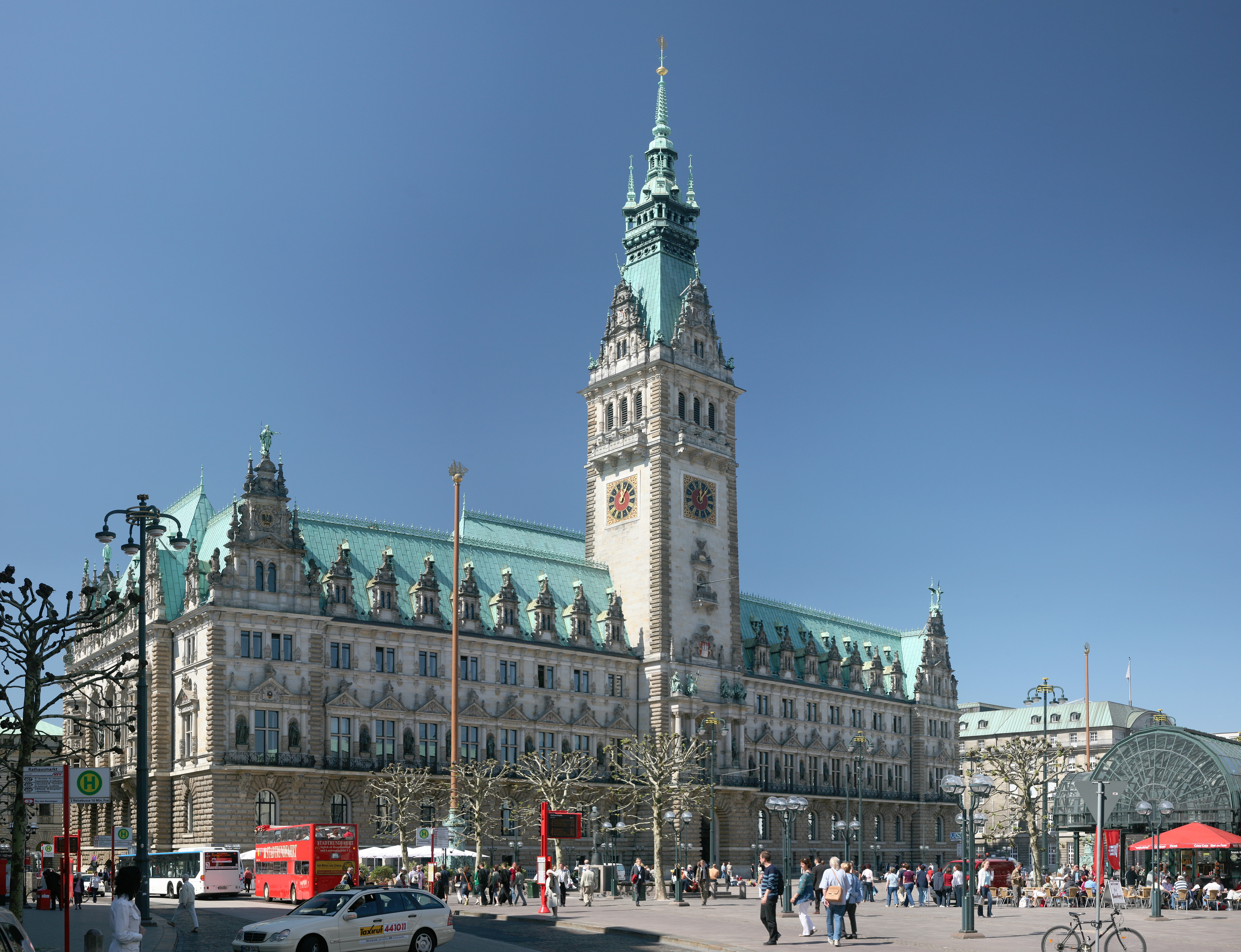
Гамбургская ратуша
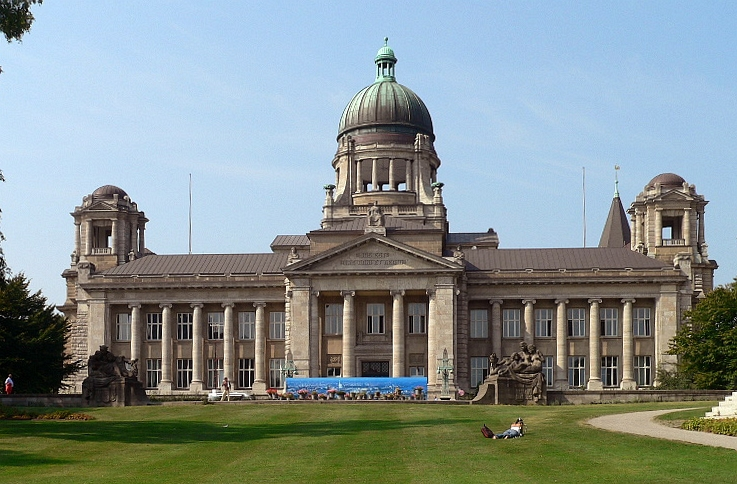
Верховный земельный суд
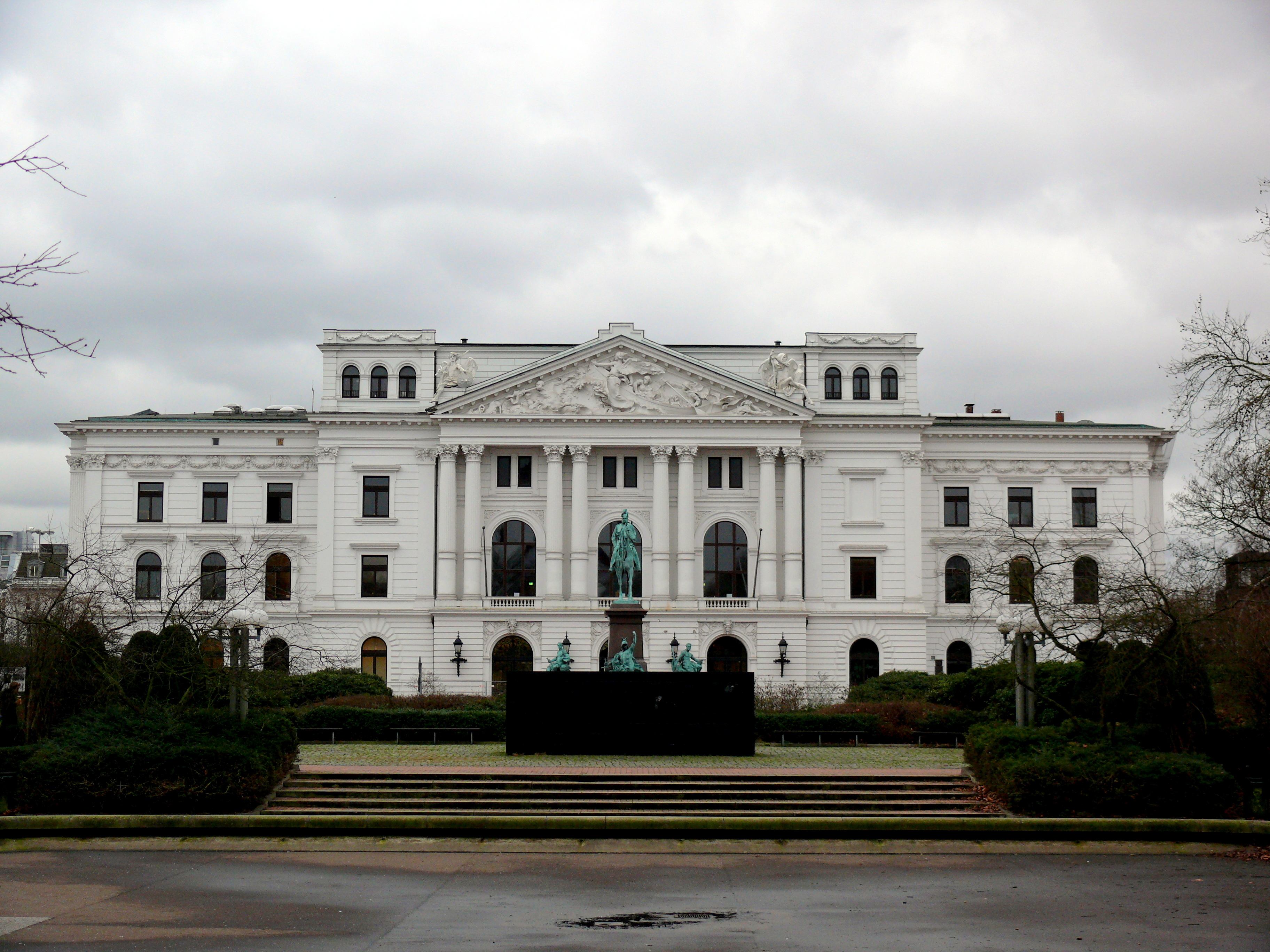
Ратуша Альтоны
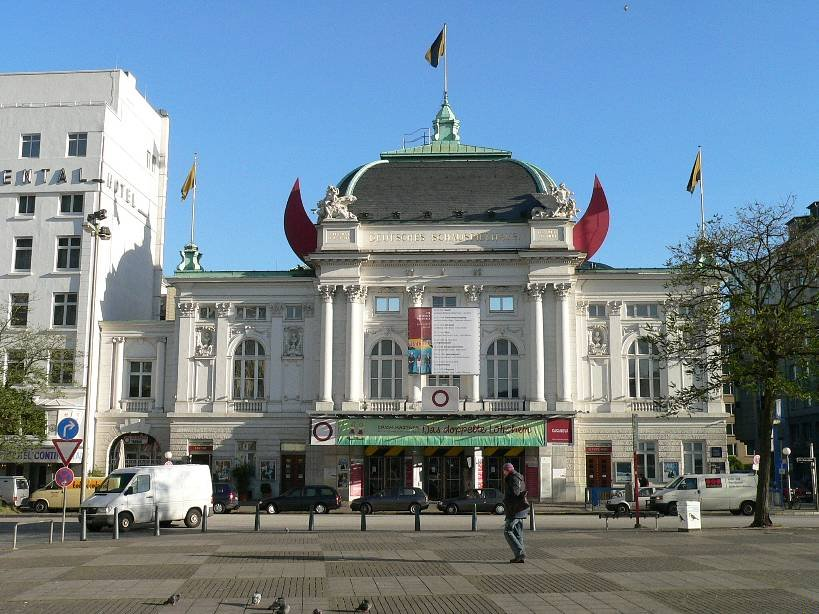
Немецкий национальный театр
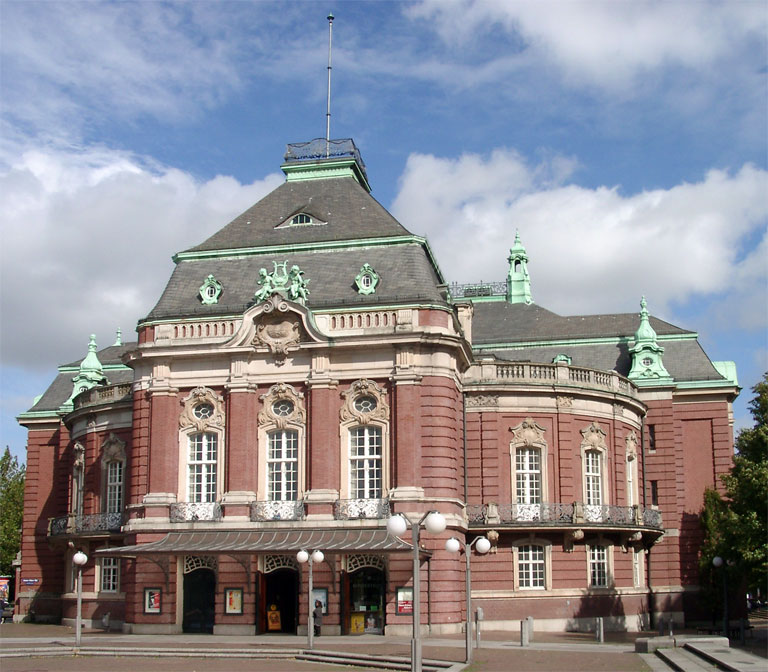
Мьюзикхолл
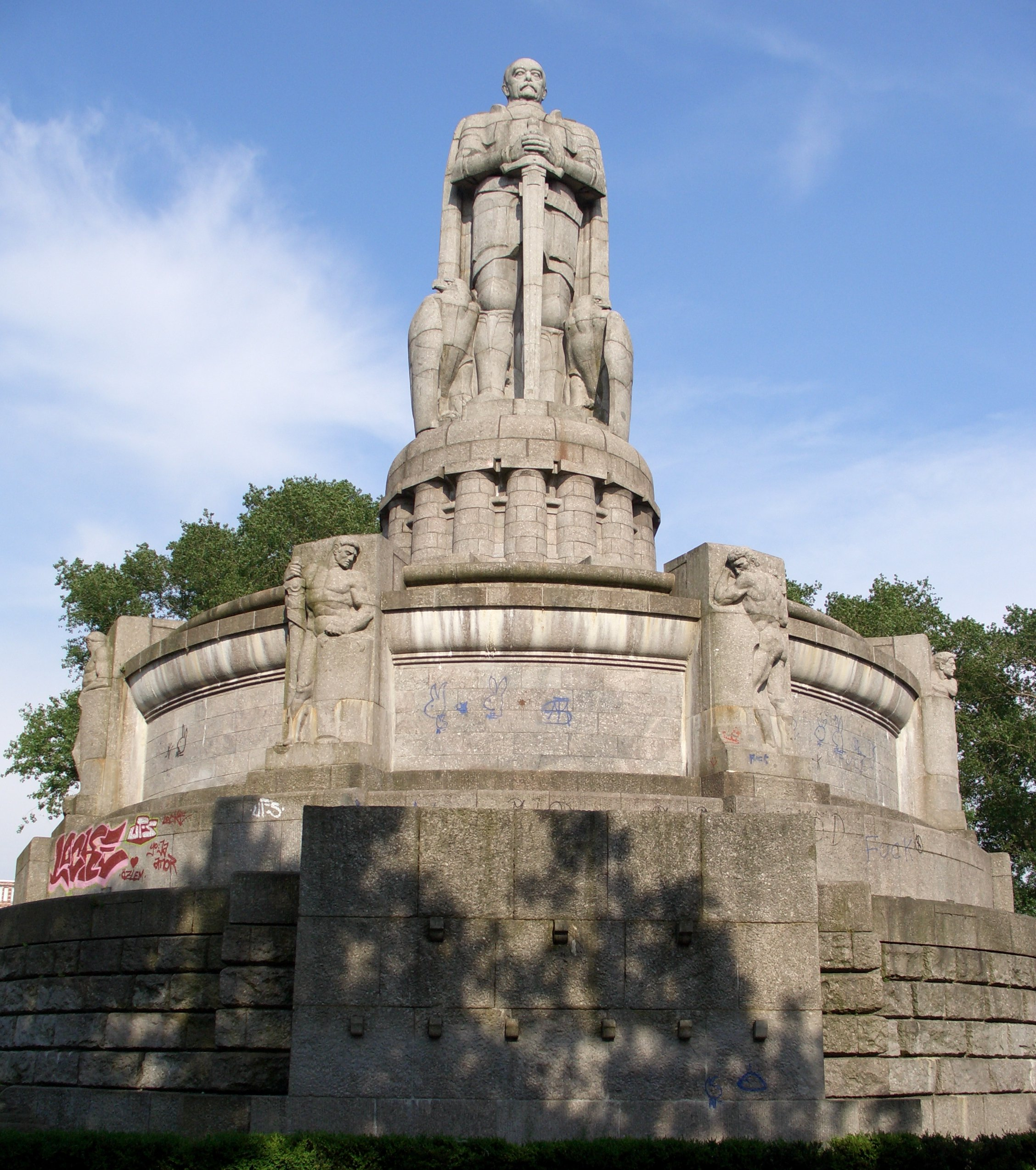
Памятник Бисмарку
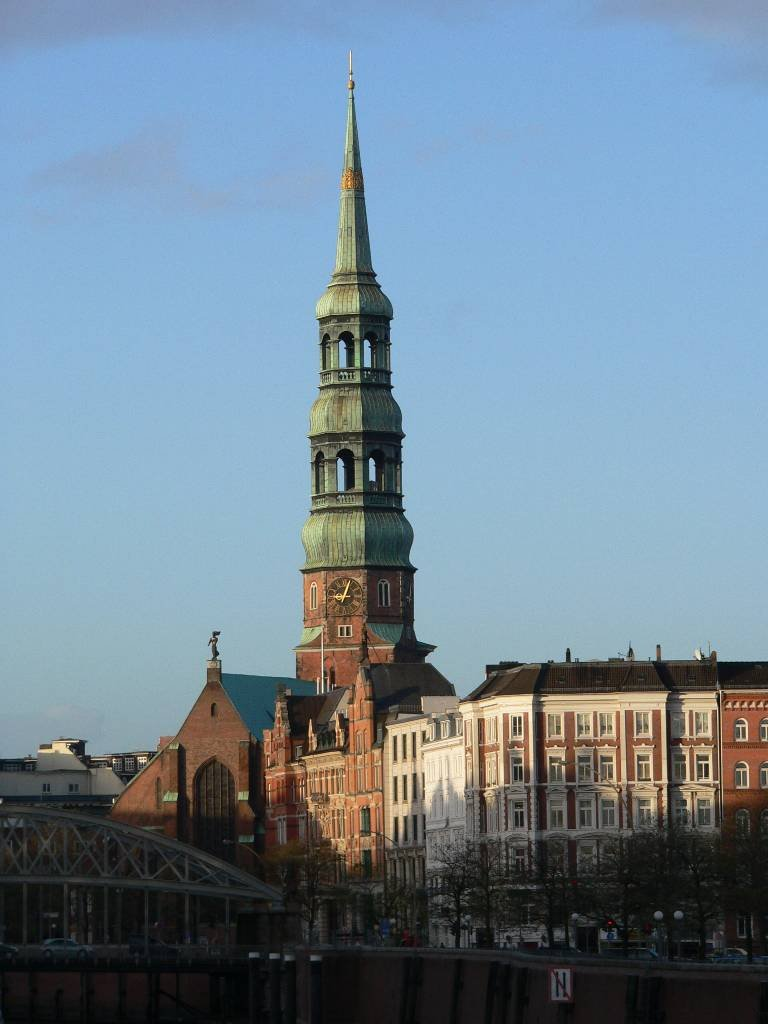
Церковь Св. Екатерины
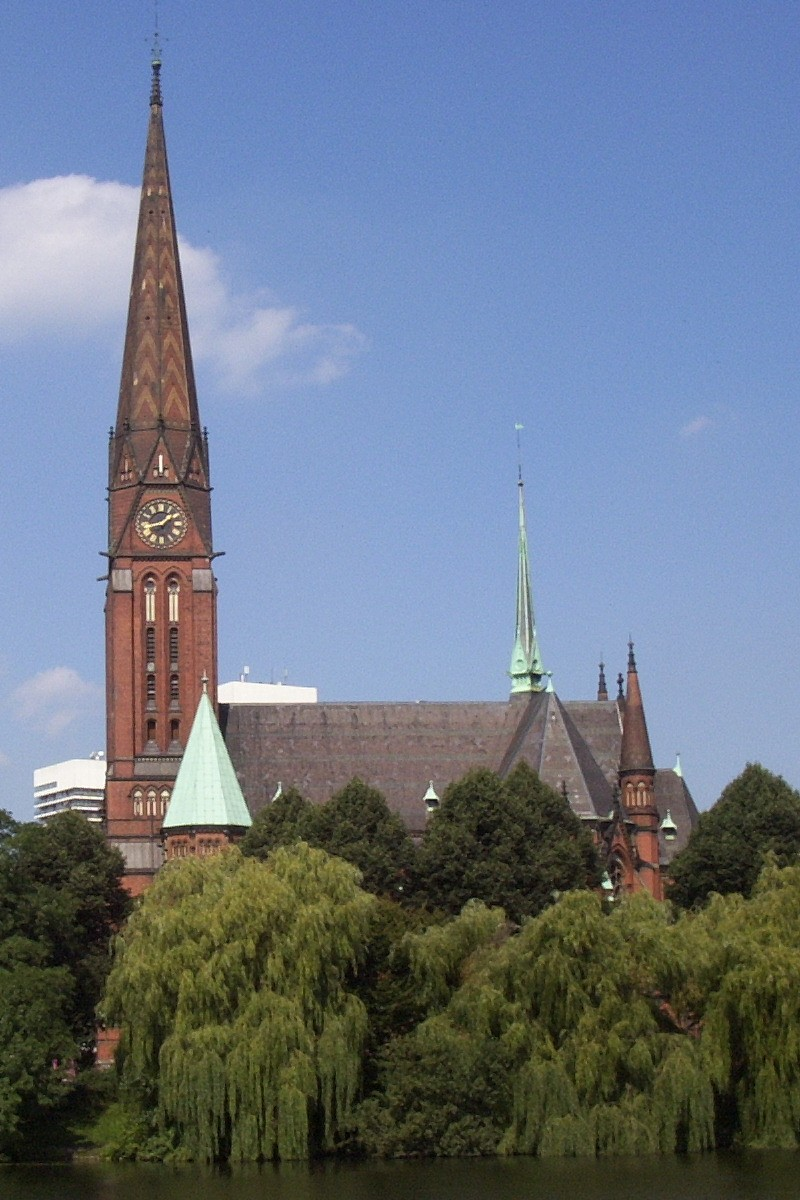
Церковь Св. Гертруда
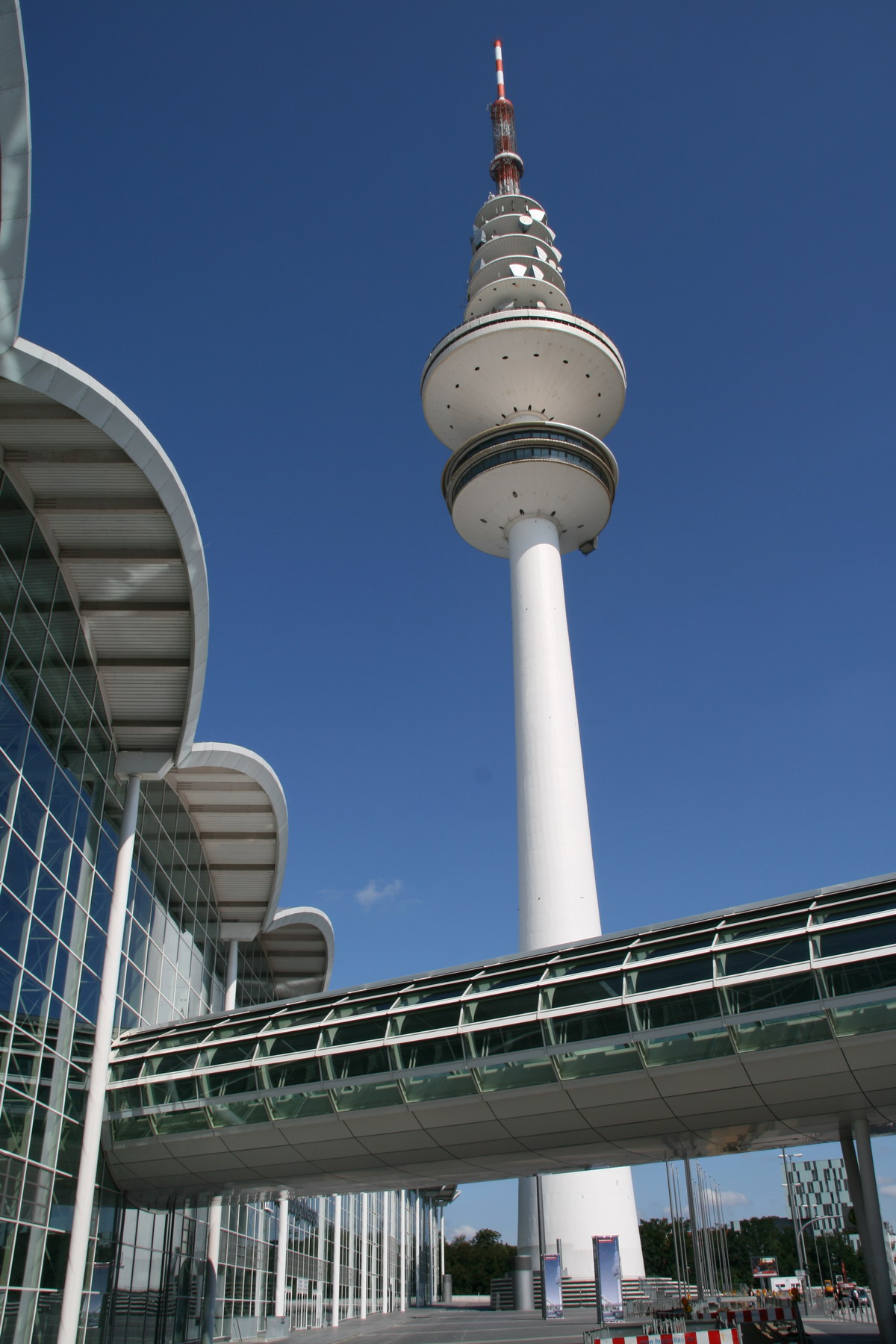
Телебашня в Гамбурге